# 금산 미륵사 석조불두 및 마애불편 일괄
금산 미륵사 석조불두 및 마애불편 일괄(錦山 彌勒寺 石造彿頭 및 磨崖彿片 一括)은 대한민국 충청남도 금산군 미륵사에 있는 불교조각이다. 2010년 12월 30일 충청남도의 유형문화재 제209호로 지정되었다.

## 개요
미륵사 뒤편 암벽에 선각으로 옷주름을 새긴 뒤 그 위에 불두를 얹은 마애불이 있고 그 앞에는 깨져 일부만 남아 있는 석조삼존불입상이 위치한다. 삼존불은 본존불의 몸체 일부와 좌협시보살상의 일부가 큰 암벽에 얕게 선각되어 남아 있으며 그 주위에는 선각된 보살상들이 여러 편으로 나뉘어 주위에 산재한다.
석조불두는 코가 깨져 일부만 붙어 있지만 전체적으로 통통한 빰에 양감 있는 모습이며 측면향을 한 보살상은 손에 여의를 들고 있어 문수보살로 추정되며 보살상의 얼굴은 좌우 모두 본존을 향해 측면으로 서 있는데 자연스러운 자세의 아름다운 모습이며 깨진 부분에 남아 있는 옷주름도 부드럽고 유려하다.
삼존불의 얼굴이나 선각이 유려하고 조형적으로 우수하며 예술적으로 뛰어난 삼존불상은 매우 귀한 사례이다. 더욱이 여의를 든 문수를 포함한 석가삼존불은 불화에는 보이지만 조각으로는 거의 없는 도상적 특징을 보이고 있어 불교사적 가치가 높다.

## 참고 자료
- 금산 미륵사 석조불두 및 마애불편 일괄 - 국가유산청 국가유산포털